# Nephrotoma guestfalica
Nephrotoma guestfalica là một loài ruồi trong họ Ruồi hạc (Tipulidae). Chúng phân bố ở miền Cổ bắc.

## Hình ảnh

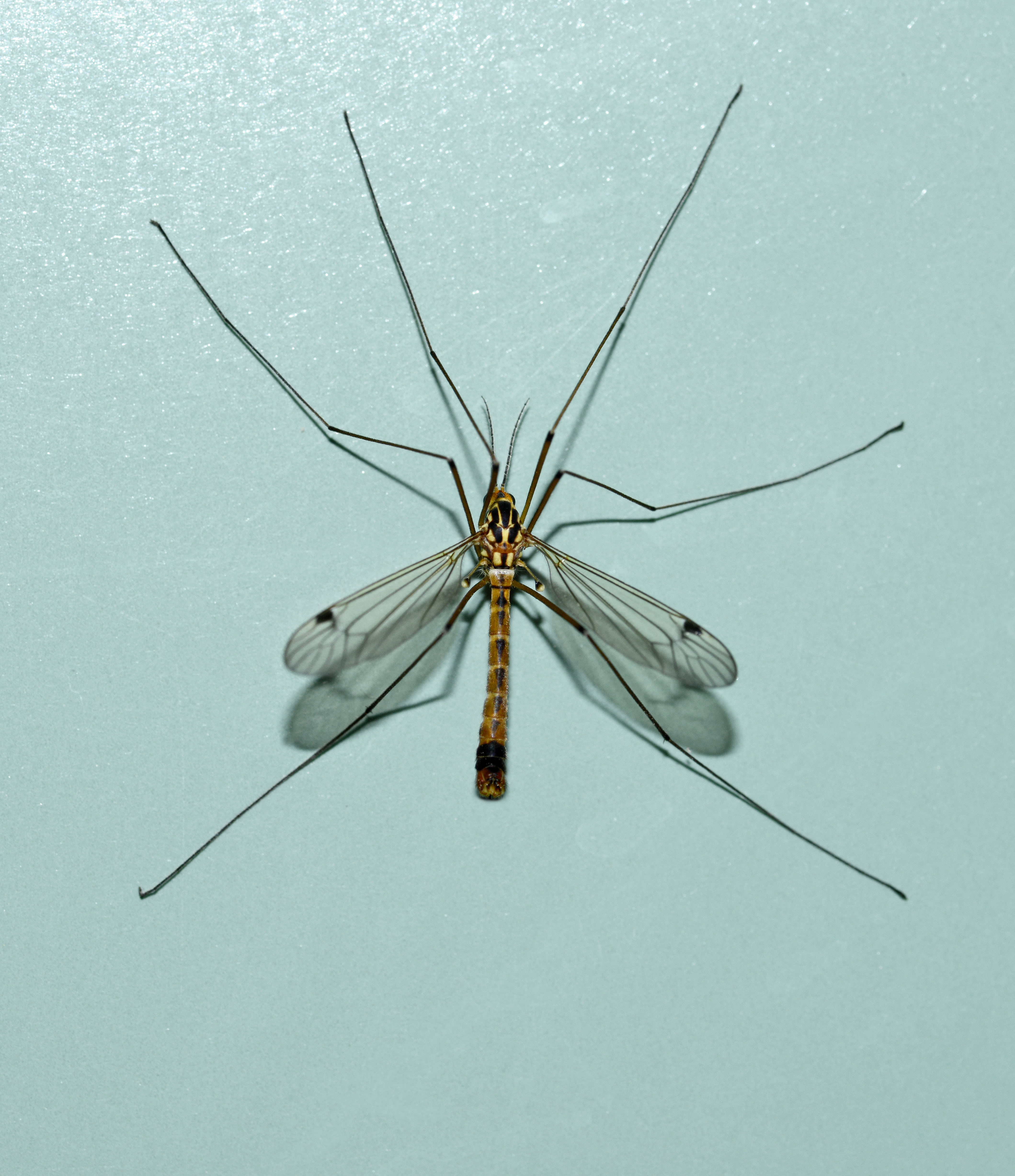
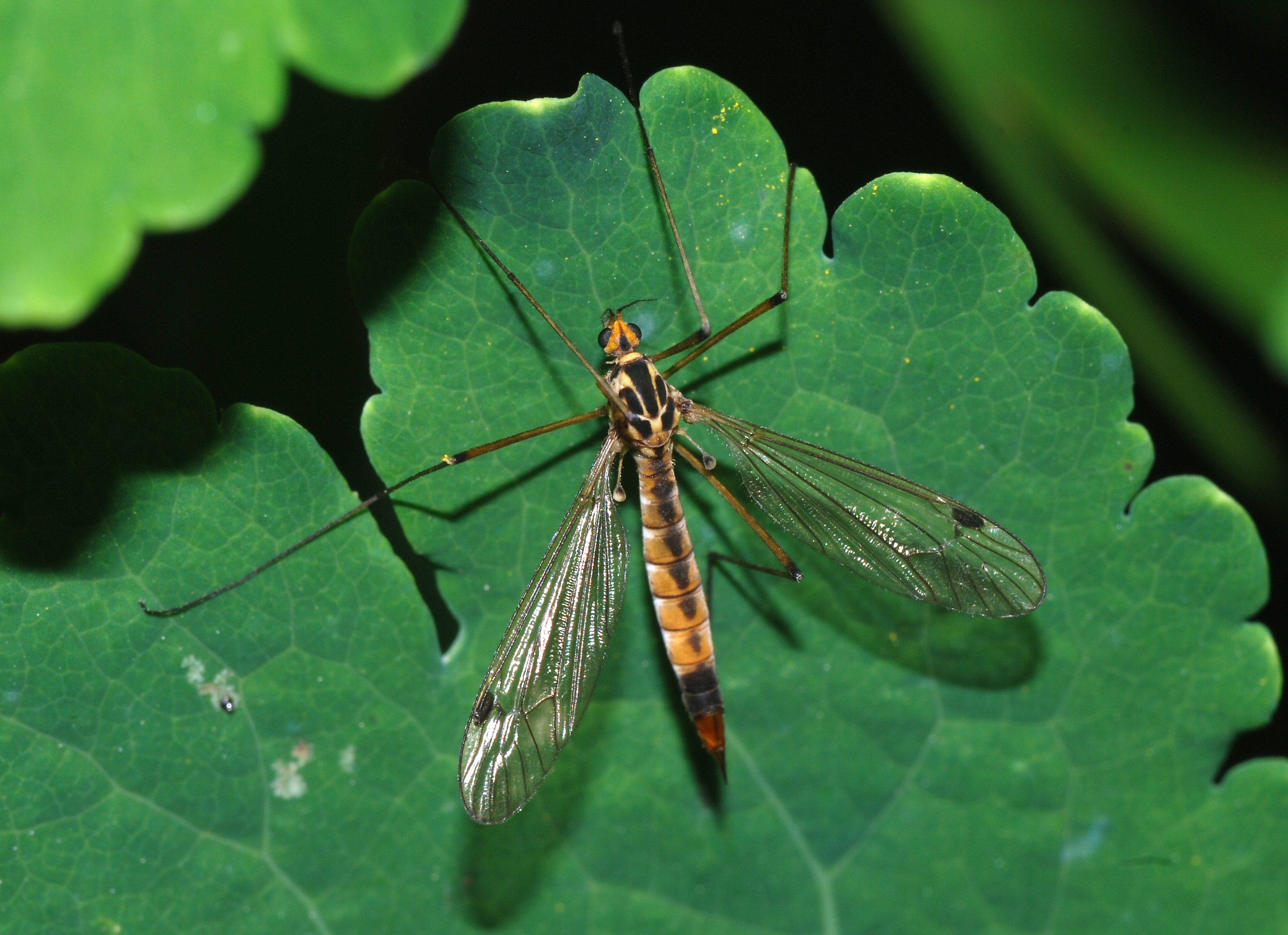
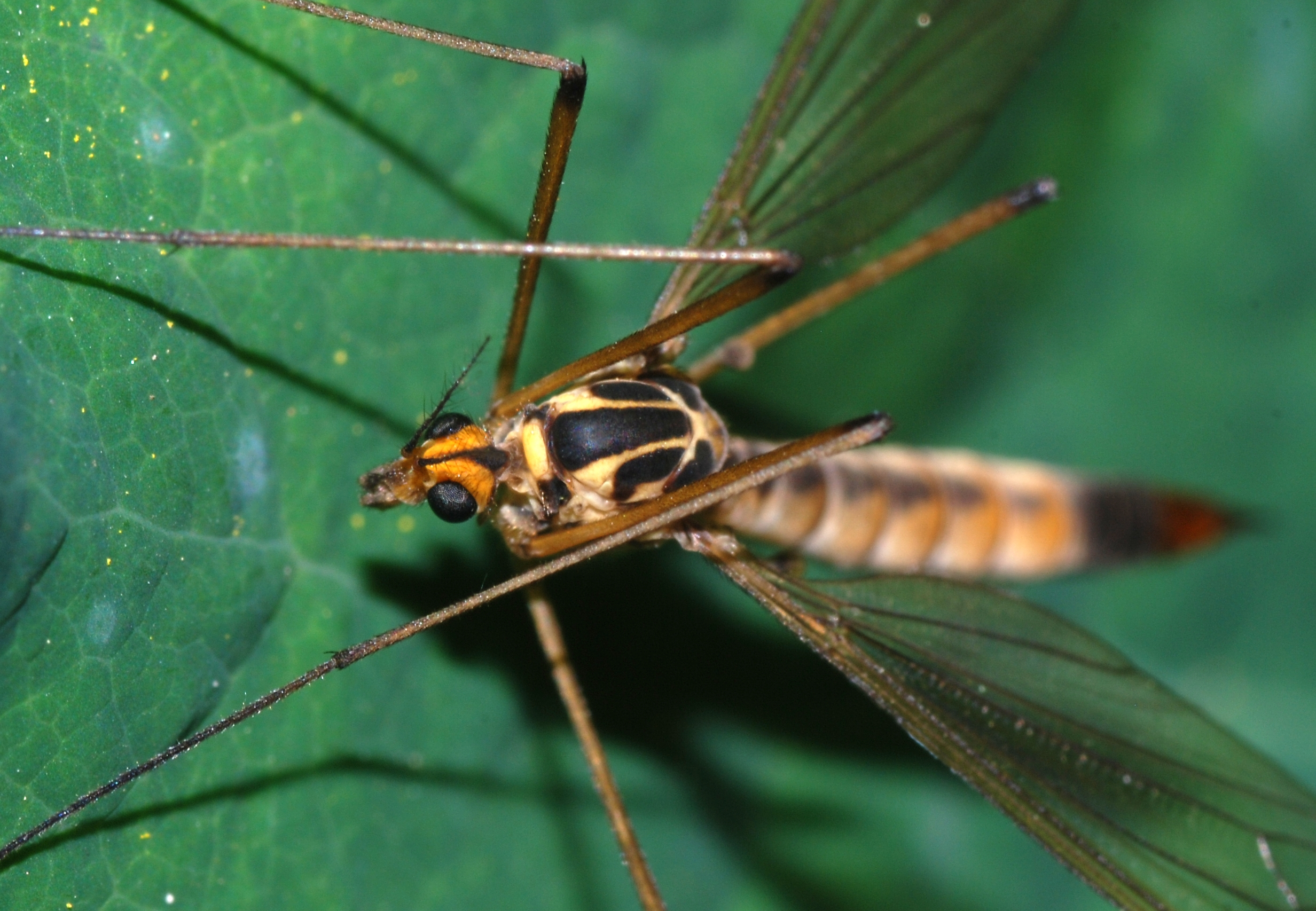

- Tư liệu liên quan tới Nephrotoma guestfalica tại Wikimedia Commons